# 雪堰镇
雪堰镇，是中华人民共和国江苏省常州市武进区下辖的一个乡镇级行政单位。

## 行政区划
雪堰镇下辖以下地区：
雪堰社区、潘家社区（含潘家村村委）、南宅社区（含南宅村村委）、漕桥社区（含漕桥村村委）、共建村、绣衣村、南山村、谢家村、雅浦村、阖闾城村、雪东村、雪西村、太鬲村、城西回民村、城湾村、城东村、曹家村、周桥村、圣烈村、王允村、夏墅村、凤凰村、楼村、夏庄村、浒庄村和新康村。